# Mus bufo
Mus bufo é uma espécie de roedor da família Muridae.
Pode ser encontrada nos seguintes países: Burundi, República Democrática do Congo, Ruanda e Uganda.
Os seus habitats naturais são: regiões subtropicais ou tropicais húmidas de alta altitude e terras aráveis.